# Irbid
Irbid (în arabă إربد), cunoscut în timpurile străvechi sub numele de Arabella sau Arbela, este capitala și cel mai mare oraș din guvernoratul Irbid. Orașul Irbid este al treilea cel mai mare din Iordania ca număr de locuitori, după Amman și Zarqa. Are a doua cea mai mare populație metropolitană din Iordania, după Amman, cu o populație de approximativ 1.911.600. de locuitori și se află la aproximativ 70 de km nord de Amman, la distanță egală față de Pella, Beit Ras și Umm Qais.

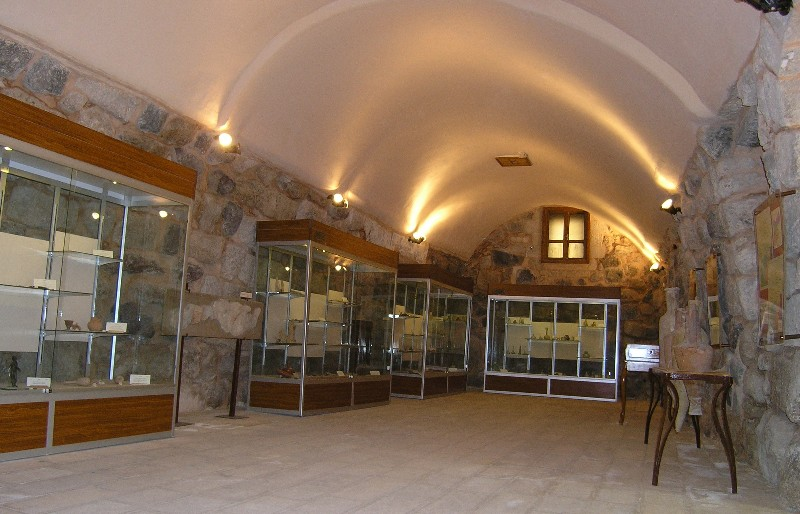
Ceramică datând din epoca bronzului expusă în Muzeul arheologic Irbid

Irbid a fost construit pe așezări succesive din epoca bronzului timpuriu și a fost, posibil, biblicul Beth Arbel și Arbila din Decapolis, o ligă elenistică a secolului 1 î.Hr. prin secolul 2 î.Hr. Populația din Irbid a înflorit la sfârșitul secolului al XIX-lea, iar înainte de 1948 a servit ca un centru semnificativ al comerțului de tranzit.
Irbid este un important nod de circulație rutieră, deservind Amman în sud, Siria în nord și Mafraq în est.
În regiunea Irbid se găsesc numeroase colegii și universități. Cele mai renumite universități din zonă sunt Jordan University of Science and Technology și Universitatea Yarmouk.

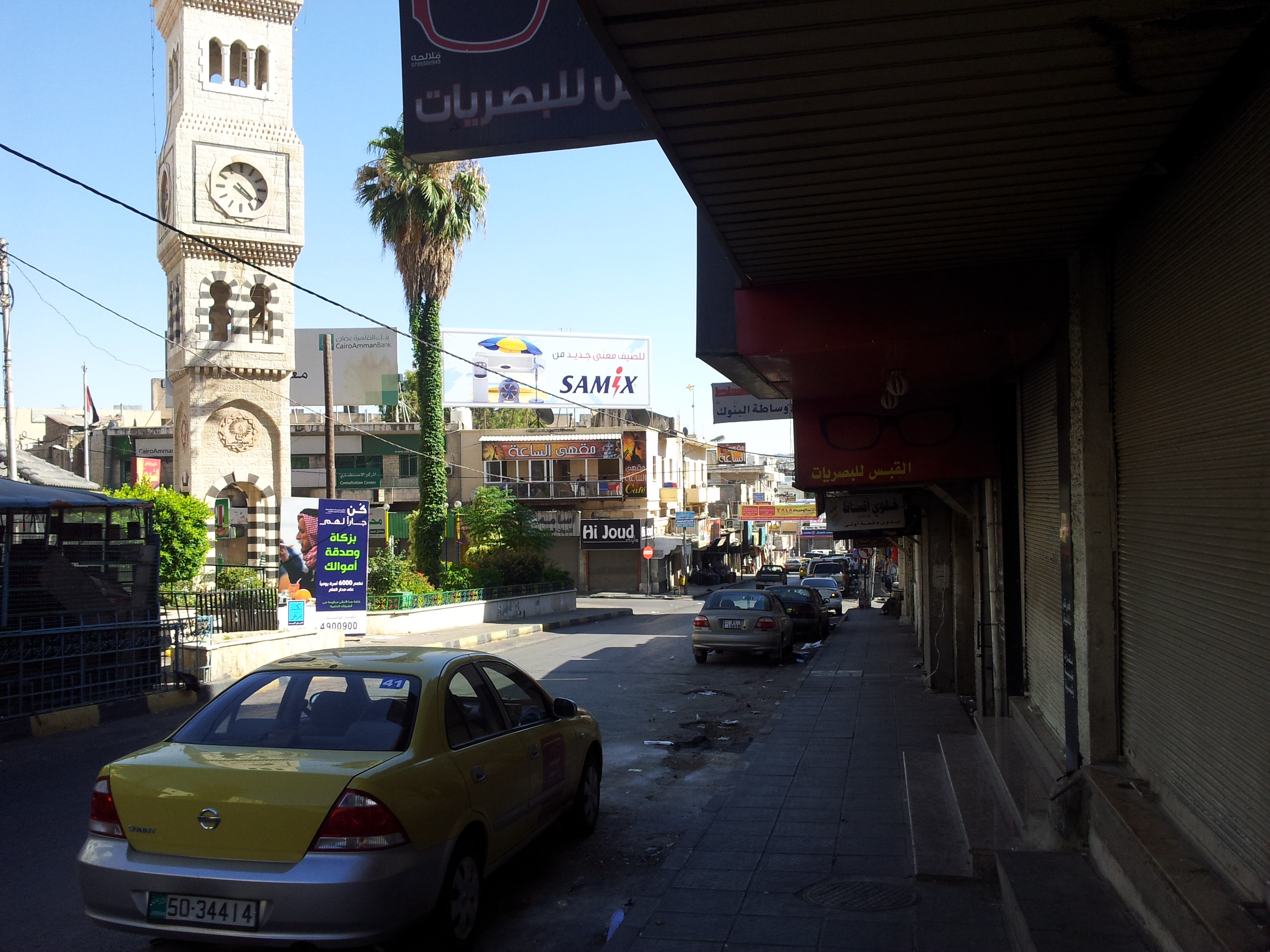
Turnul cu ceas din centrul orașului Irbid

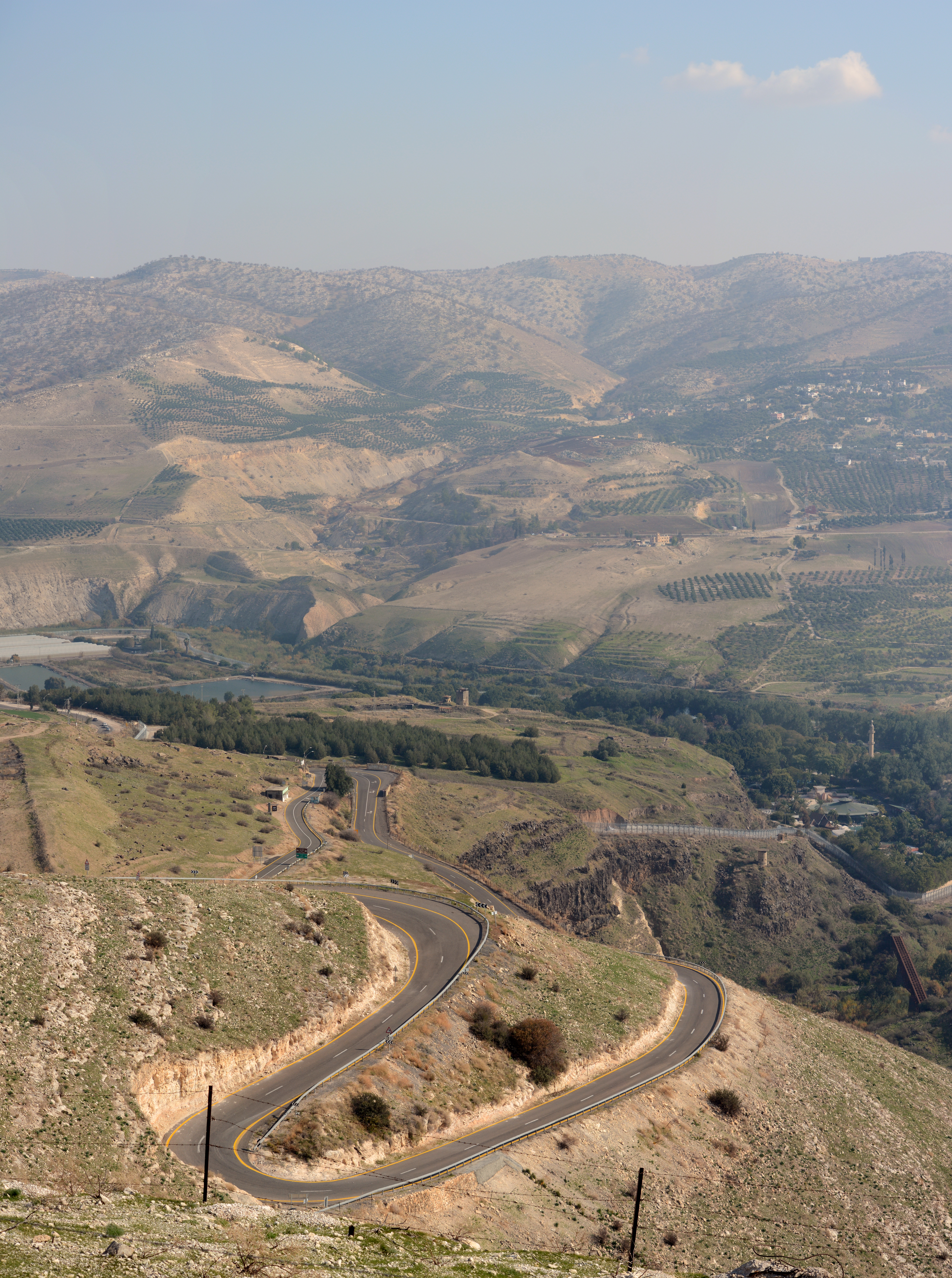
Valea râului Yarmouk în guvernoratul Irbid - Umm Qais in dreapta, sus

## Istorie
Artefacte și morminte din zonă arată că Irbid a fost locuit în Epoca Bronzului. Bucățile de ceramică și pietrele de perete găsite la Tell Irbid au fost estimate a fi realizate în anul 3200 î.Hr.C. În perioada elenistică, Irbid, pe atunci cunoscut sub numele de Arabella a fost un important centru comercial. Înainte de apariția Islamului, Arabella a fost renumită pentru producerea unora dintre cele mai bune vin din lumea antică. Zona din regiune avea un sol extrem de fertil și un climat moderat, permițând cultivarea strugurilor de înaltă calitate.

### Zilele noastre
Astăzi Irbidul combină agitația unui oraș provincial din Orientul Mijlociu] și viața de noapte tinerească a unui oraș uiversitar  tipic. Orașul găzduiește patru universități importante: Universitatea Yarmouk, Universitatea de Știință și Tehnologie din Iordania, Universitatea Națională Irbid și Universitatea Jadara. În plus, găzduiește două campusuri ale Universității Aplicate Balqa și mai multe colegii private. Strada Universității, care definește granița de vest a campusului Universității Yarmouk, este populară atât pentru localnici, cât și pentru vizitatorii străini ocazionali care se opresc pentru a se relaxa în oricare dintre numeroasele sale restaurante și cafenele care se deschid târziu în noapte.
Deși nu este de obicei o destinație turistică majoră în sine, Irbid găzduiește două muzee notabile: Muzeul Patrimoniului Iordanian și Muzeul de Istorie Naturală al Iordaniei, ambele în campusul Universității Yarmouk. În plus, locația strategică a Irbidului în nordul Iordaniei îl face un punct de plecare convenabil pentru turiștii interesați să vadă nordul Valea Iordanului; vizitând um Qais (Gadara), Beit Ras (Capitolias), Pella, Ajloun, um el-Jimal, La Foossi baitaras și alte situri istorice; sau călătorind în Siria.

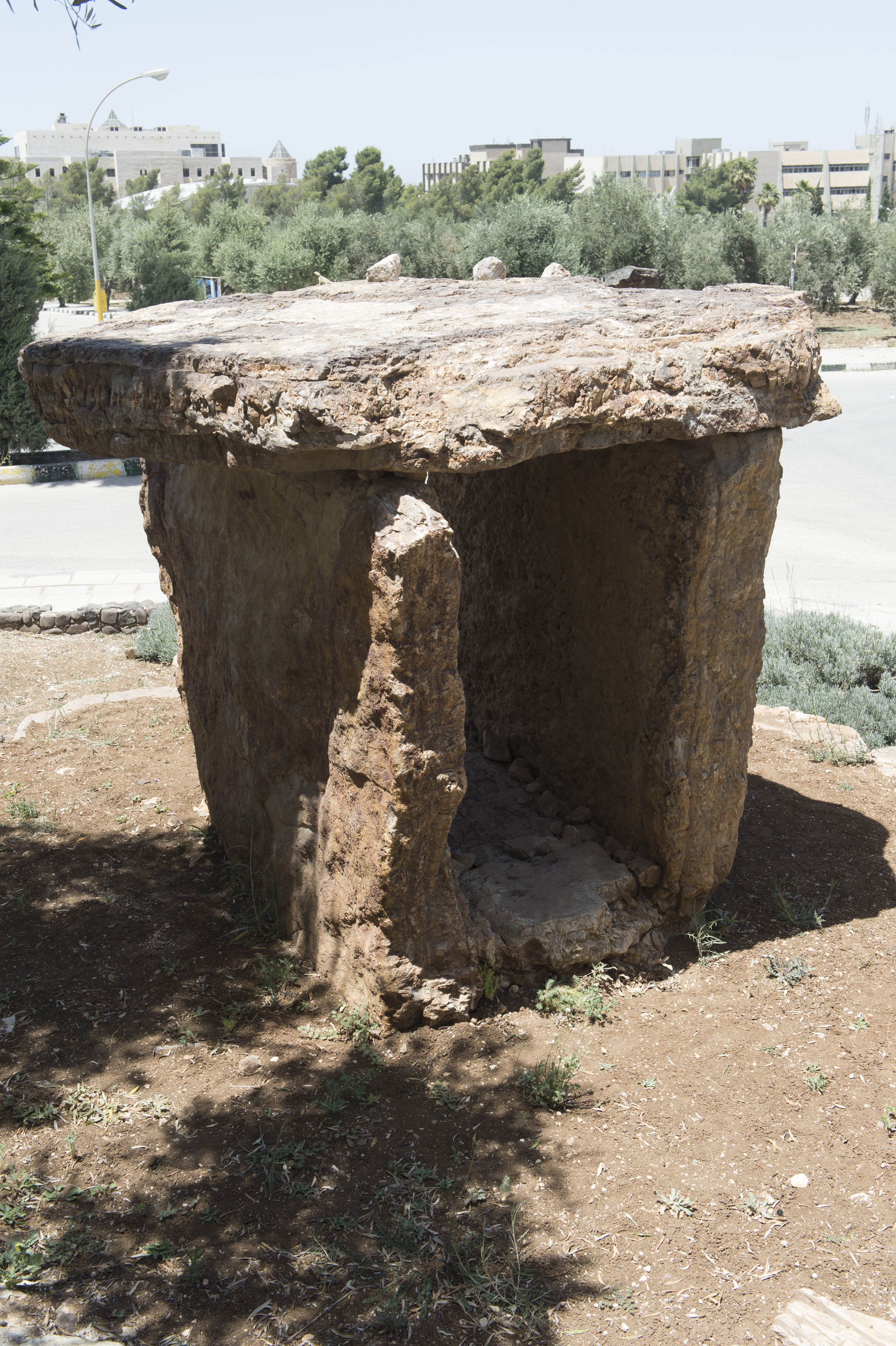
Muzeul Irbid al Patrimoniului Iordanian - Dolmen
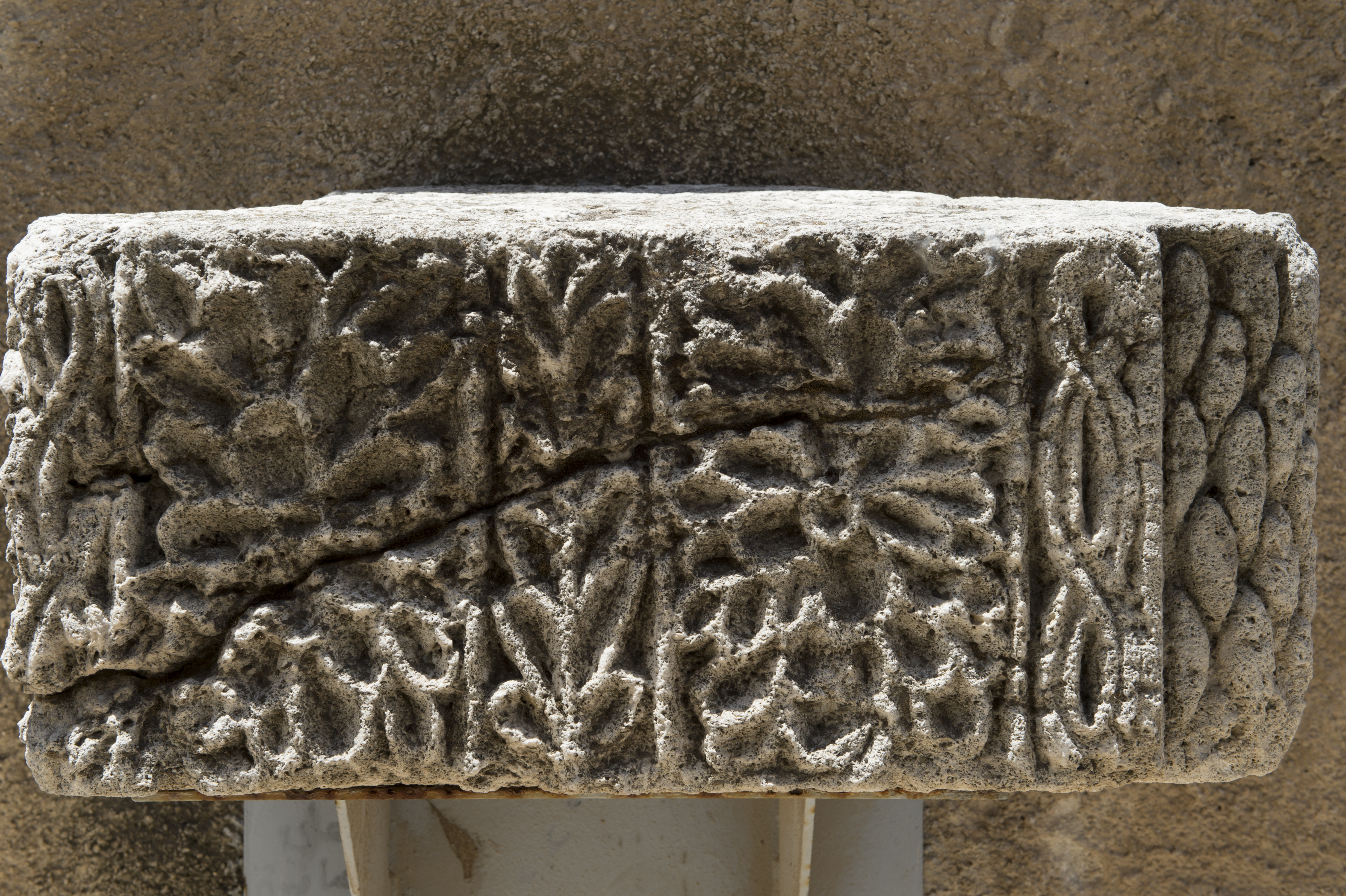
Muzeul Irbid al Patrimoniului Iordanian - piatră  decorată
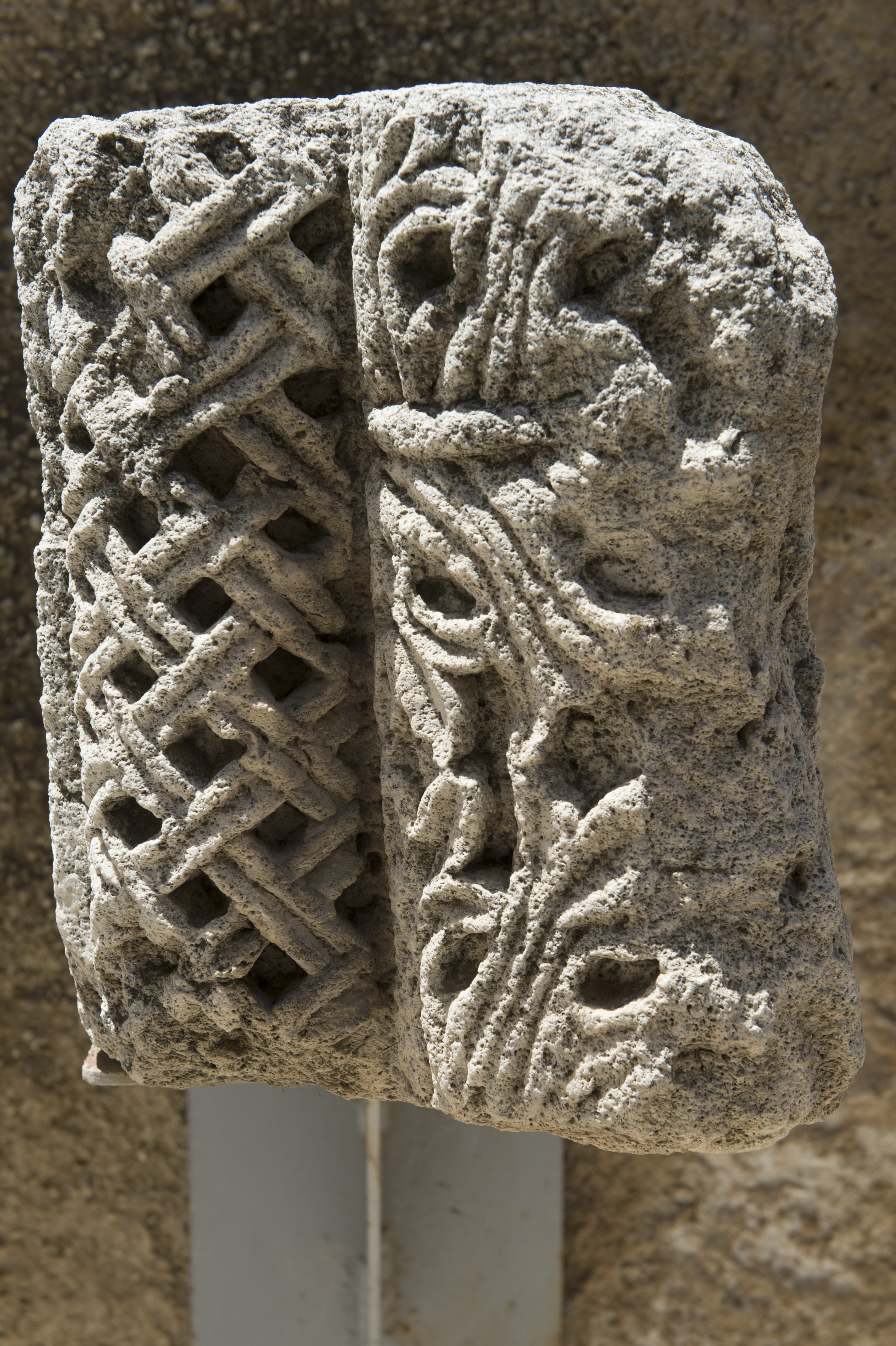
Muzeul Irbid al Patrimoniului Iordanian - piatră  decorată
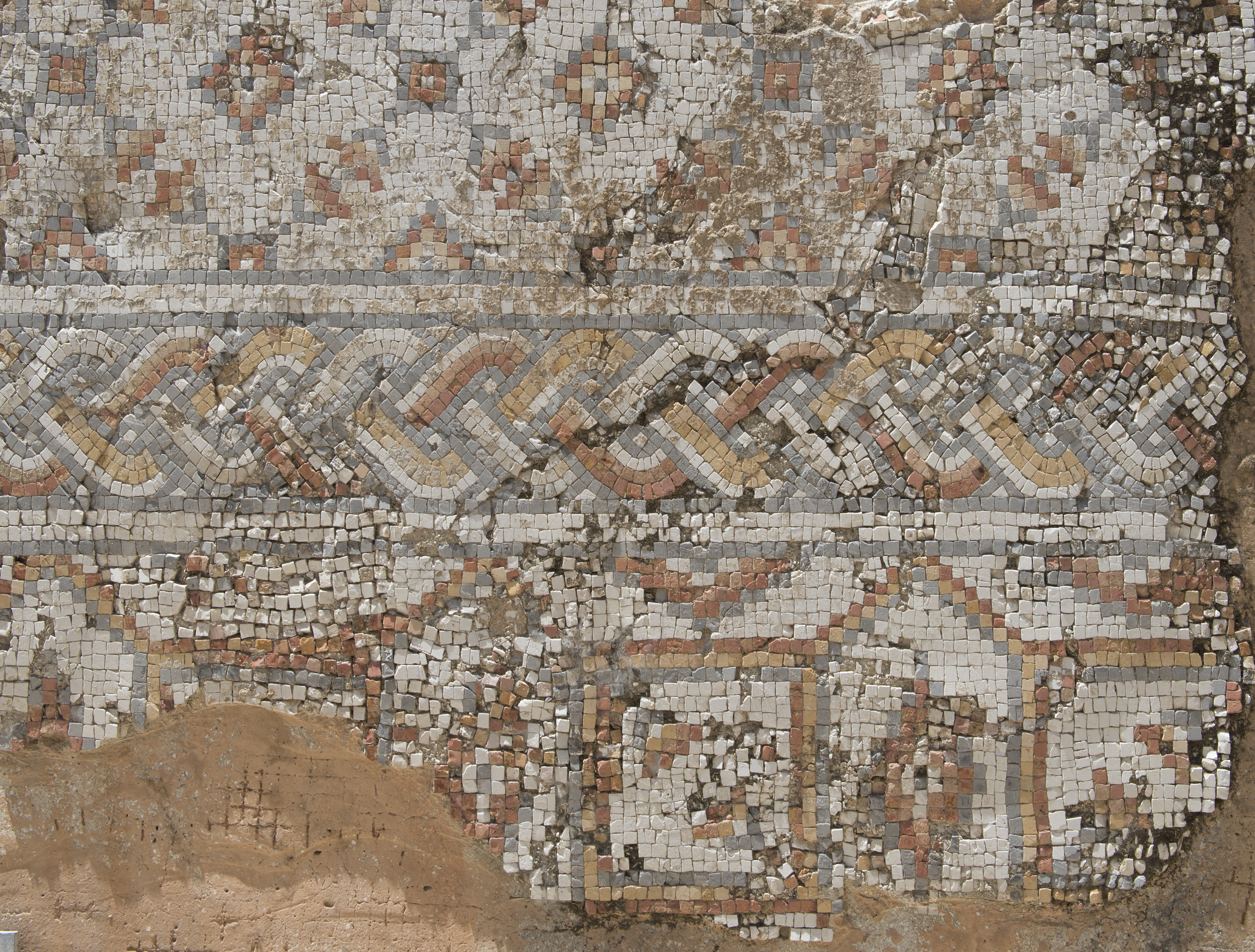
Muzeul Irbid al Patrimoniului Iordanian - Mozaic
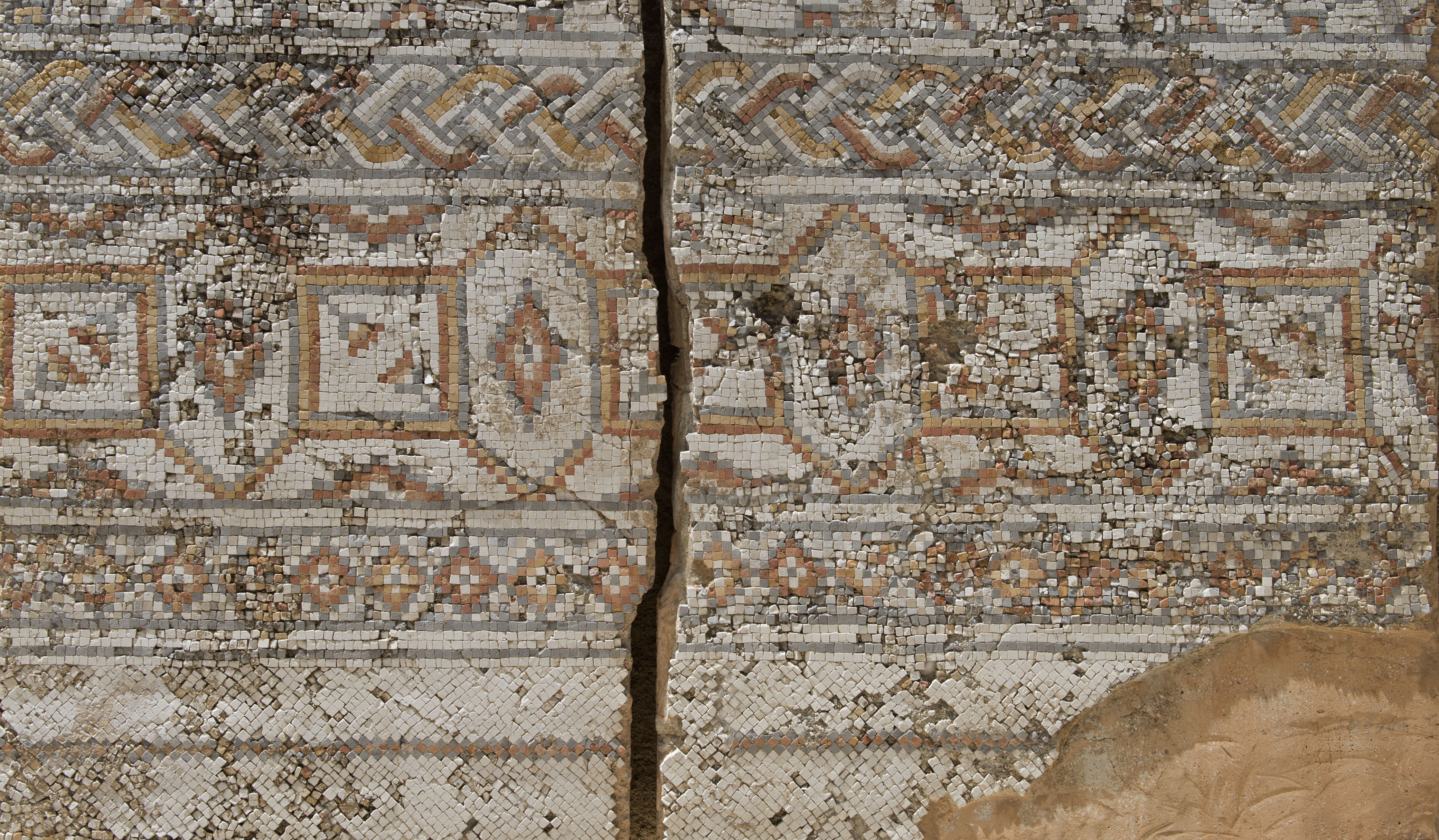
Muzeul Irbid al Patrimoniului Iordanian - Mozaic
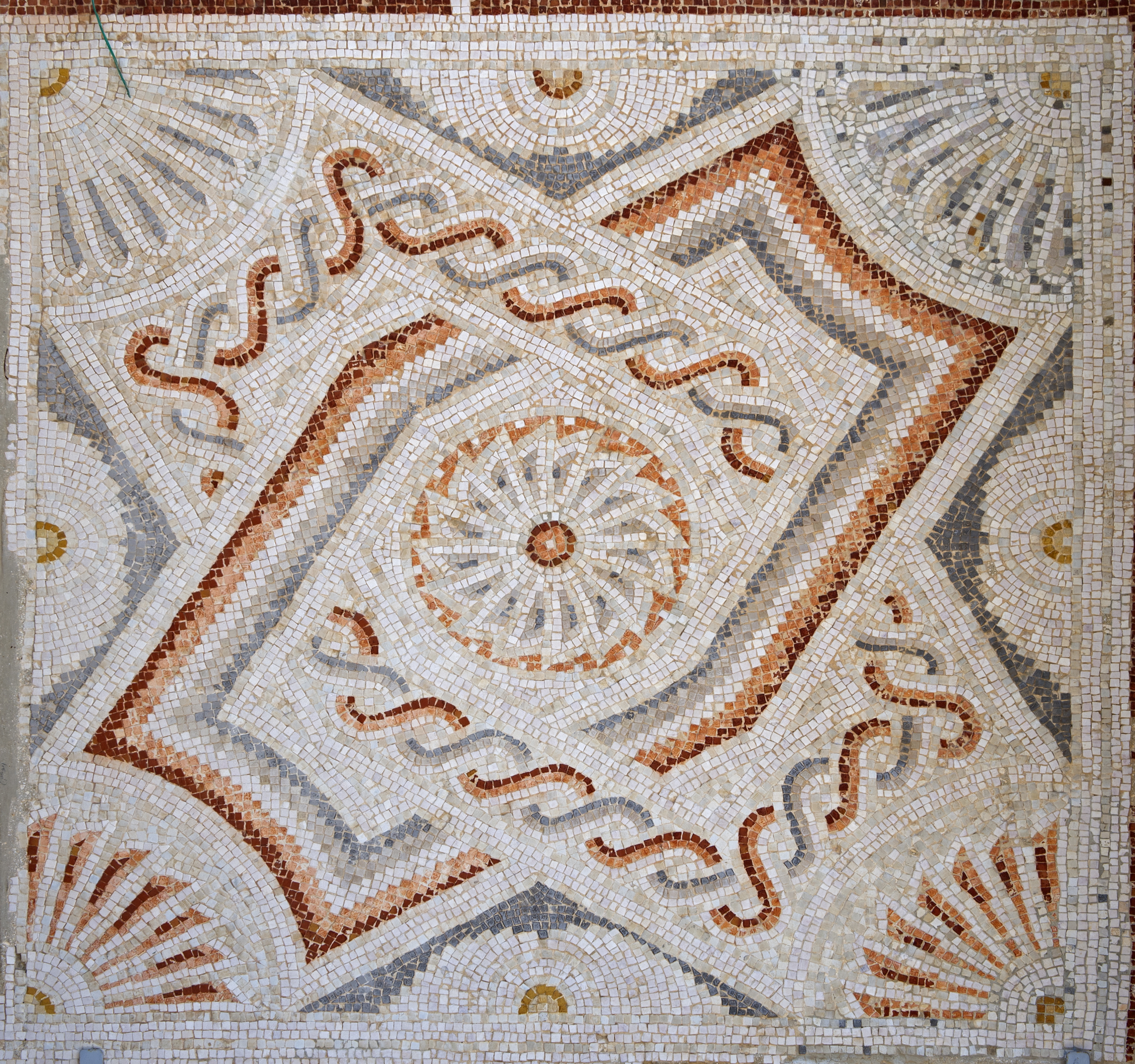
Muzeul Irbid al Patrimoniului Iordanian - Mozaic
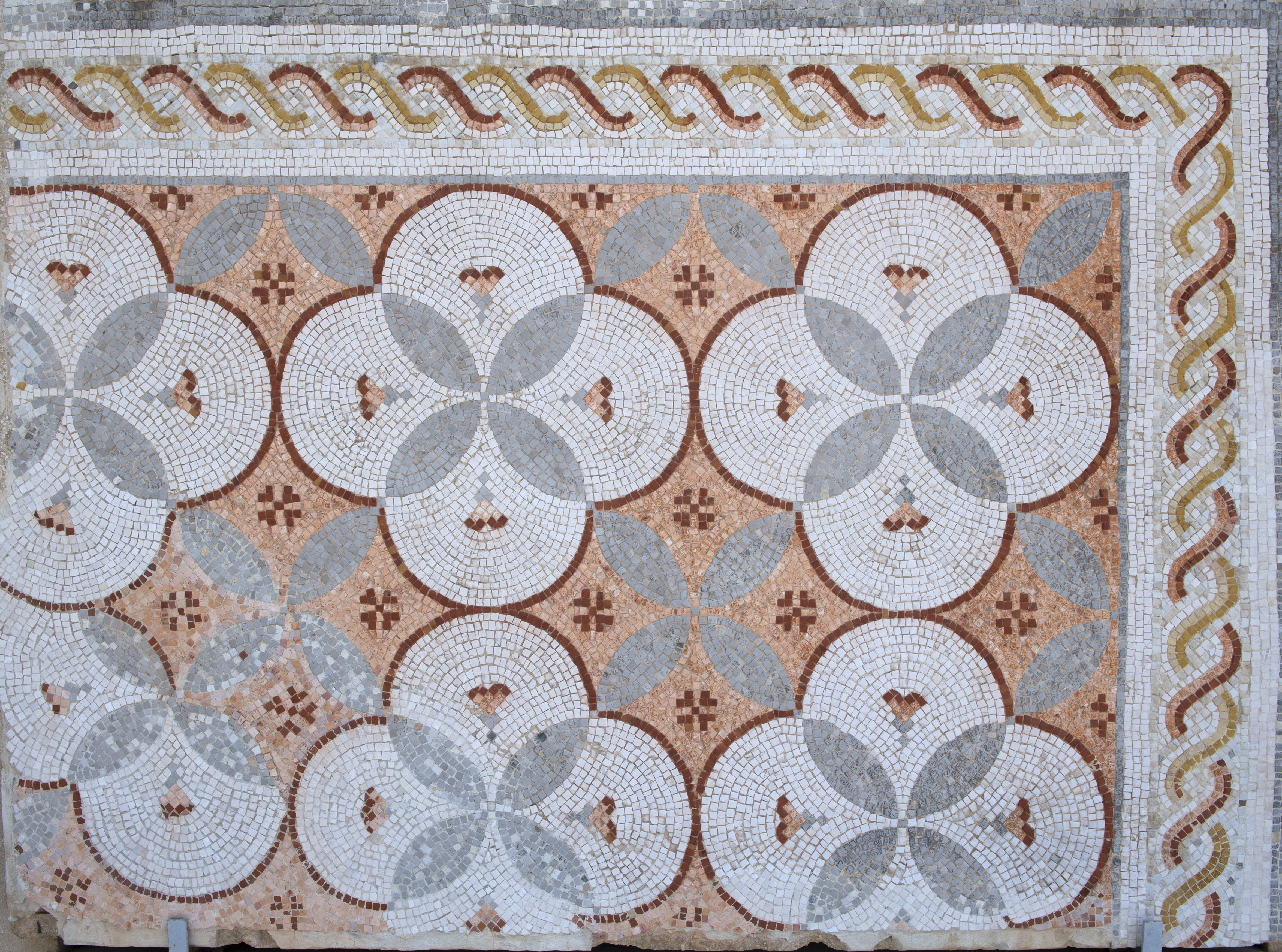
Muzeul Irbid al Patrimoniului Iordanian - Mozaic
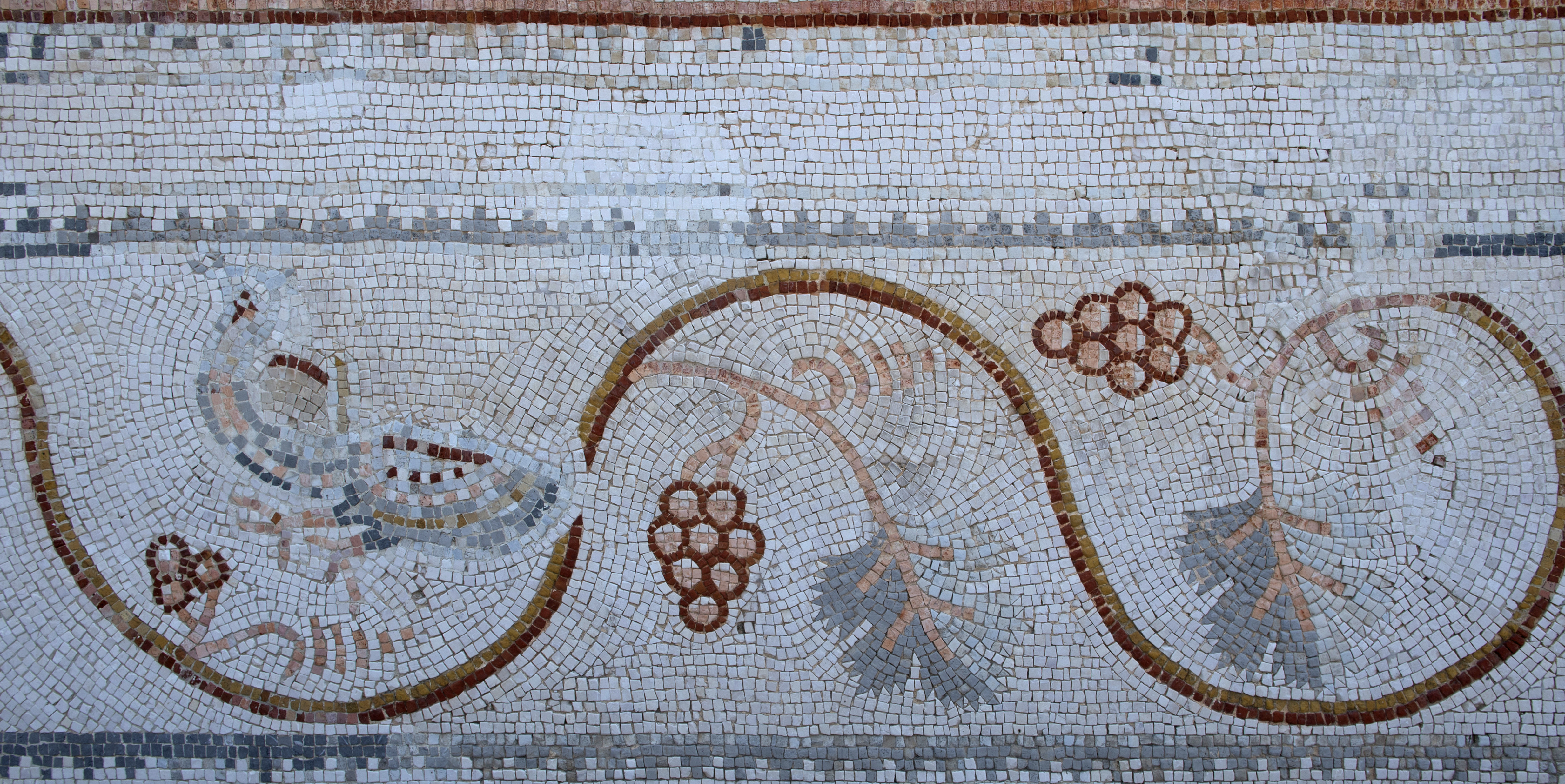
Muzeul Irbid al Patrimoniului Iordanian - Mozaic
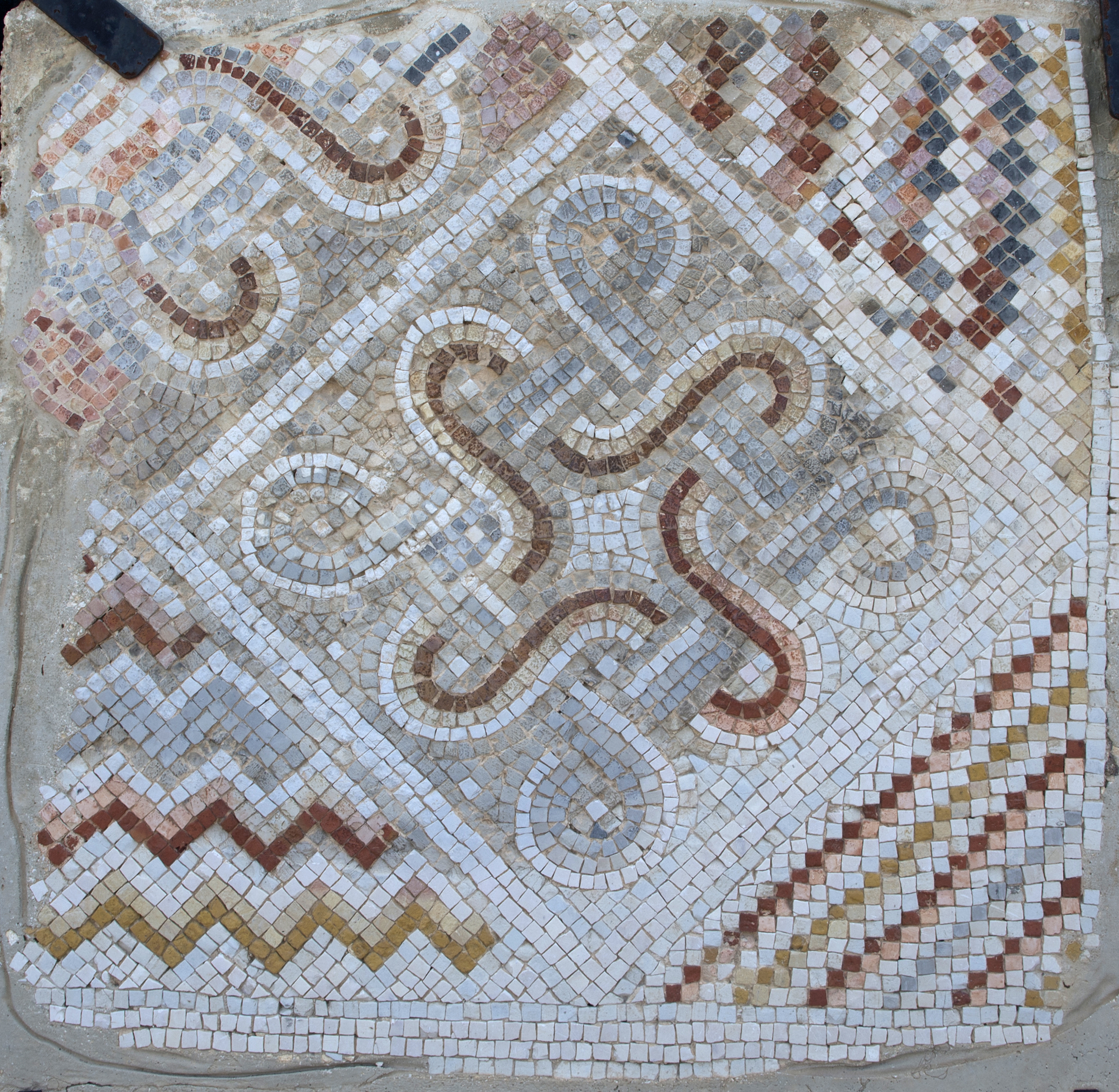
Muzeul Irbid al Patrimoniului Iordanian - Mozaic
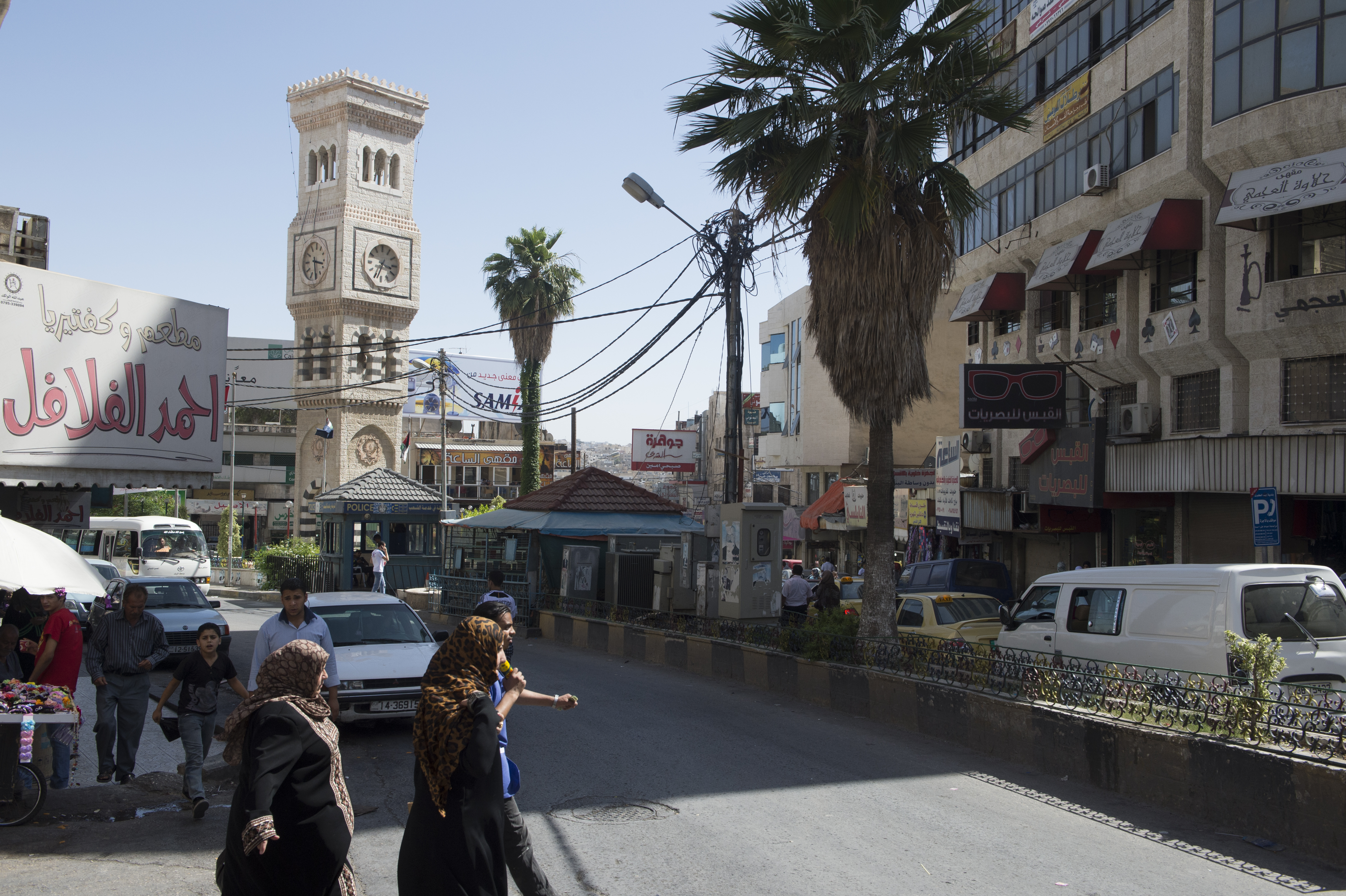
Iordania Irbid Centrul
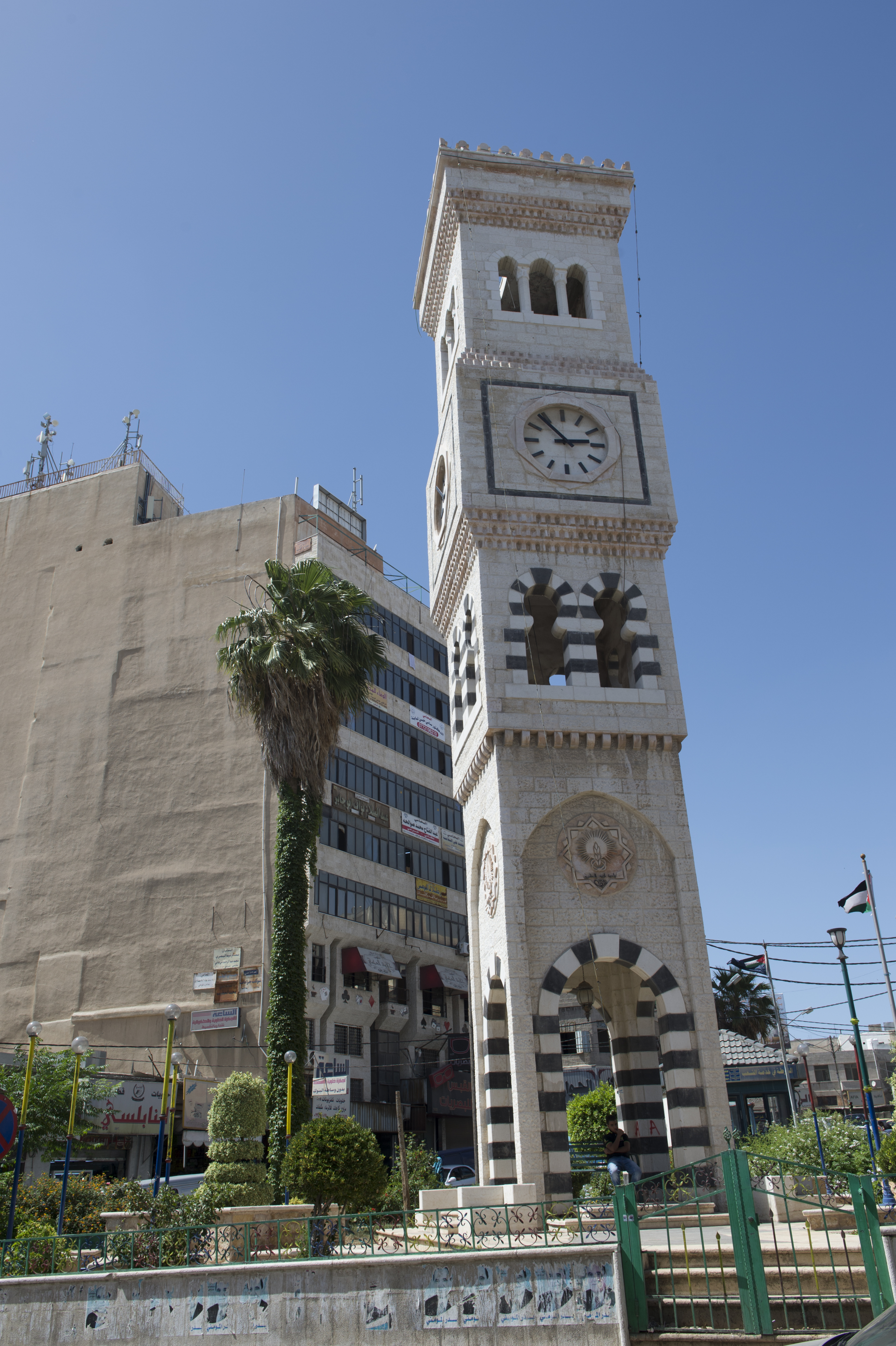
Turnul cu ceas din Irbid

## Geografie
Situat în nordul Iordaniei, într-un platou fertil. În 2010, limitele orașului Irbid aveau o suprafață de 30 km2 din care cea mai mare parte este clasificată ca zone rezidențiale care reprezintă 74,3% din suprafața totală, urmată de zonele de servicii care ocupă 9,5%, apoi zonele goale sau neocupate de 7,7%, apoi 4,2% sunt clasificate ca zone comerciale și 3,3% ca zone industriale,  și în cele din urmă zonele verzi (grădinile) au ocupat 1% din suprafața totală a orașului.

### Orașe de graniță
- Umm Qais
- Al Koura
- Mafraq
- Ar-Ramtha

### Clima
Irbid are un climat mediteranean de vară fierbinte (Köppen: Csa), comună în regiunea Levantului. Verile sunt caniculare în zilele cu nopți calde, în timp ce iernile sunt răcoroase și umede, cu două zile cu zăpadă în medie.
| Date climatice pentru Irbid (1985–2014) | Date climatice pentru Irbid (1985–2014) | Date climatice pentru Irbid (1985–2014) | Date climatice pentru Irbid (1985–2014) | Date climatice pentru Irbid (1985–2014) | Date climatice pentru Irbid (1985–2014) | Date climatice pentru Irbid (1985–2014) | Date climatice pentru Irbid (1985–2014) | Date climatice pentru Irbid (1985–2014) | Date climatice pentru Irbid (1985–2014) | Date climatice pentru Irbid (1985–2014) | Date climatice pentru Irbid (1985–2014) | Date climatice pentru Irbid (1985–2014) | Date climatice pentru Irbid (1985–2014) |
| Luna                                    | Ian                                     | Feb                                     | Mar                                     | Apr                                     | Mai                                     | Iun                                     | Iul                                     | Aug                                     | Sep                                     | Oct                                     | Nov                                     | Dec                                     | Anual                                   |
| --------------------------------------- | --------------------------------------- | --------------------------------------- | --------------------------------------- | --------------------------------------- | --------------------------------------- | --------------------------------------- | --------------------------------------- | --------------------------------------- | --------------------------------------- | --------------------------------------- | --------------------------------------- | --------------------------------------- | --------------------------------------- |
| Maxima medie °C (°F)                    | 13.4 (56,1)                             | 14.3 (57,7)                             | 17.7 (63,9)                             | 22.8 (73)                               | 27.2 (81)                               | 30.0 (86)                               | 31.5 (88,7)                             | 31.8 (89,2)                             | 30.1 (86,2)                             | 26.7 (80,1)                             | 20.7 (69,3)                             | 15.5 (59,9)                             | 23,5 (74,3)                             |
| Media zilnică °C (°F)                   | 9.35 (48,83)                            | 10.0 (50)                               | 12.85 (55,13)                           | 17.9 (64,2)                             | 21.05 (69,89)                           | 23.95 (75,11)                           | 25.8 (78,4)                             | 26.15 (79,07)                           | 24.55 (76,19)                           | 21.25 (70,25)                           | 15.6 (60,1)                             | 11.1 (52)                               | 18,296 (64,932)                         |
| Minima medie °C (°F)                    | 5.3 (41,5)                              | 5.7 (42,3)                              | 8.0 (46,4)                              | 11.3 (52,3)                             | 14.9 (58,8)                             | 17.9 (64,2)                             | 20.1 (68,2)                             | 20.5 (68,9)                             | 19.0 (66,2)                             | 15.8 (60,4)                             | 10.5 (50,9)                             | 6.7 (44,1)                              | 13 (55)                                 |
| Precipitații mm (inches)                | 101.5 (3.996)                           | 110.5 (4.35)                            | 69.6 (2.74)                             | 20 (0.79)                               | 6.4 (0.252)                             | 1.6 (0.063)                             | 0.0 (0)                                 | 0.0 (0)                                 | 0.7 (0.028)                             | 13.9 (0.547)                            | 58.4 (2.299)                            | 81.9 (3.224)                            | 464,5 (18,287)                          |
| Nr. de zile cu precipitații             | 11.3                                    | 10.6                                    | 9.4                                     | 4.6                                     | 2.0                                     | 0.2                                     | 0.0                                     | 0.0                                     | 0.2                                     | 3.2                                     | 6.0                                     | 9.6                                     | 57,1                                    |
| Sursă: Jordan Meteorological Department |                                         |                                         |                                         |                                         |                                         |                                         |                                         |                                         |                                         |                                         |                                         |                                         |                                         |

## Districte ale  Municipalității Irbid
Irbid este împărțit în 23 de districte urbane care formează orașe mai mici în sfera metropolitană de influență a Irbidului:
|   | District          |    | District          |    | District |
| - | ----------------- | -- | ----------------- | -- | -------- |
| 1 | Al'al             | 9  | Foa'ra            | 17 | Maru     |
| 2 | Al Husn           | 10 | Hakama            | 18 | Mughayer |
| 3 | Al-Rabia          | 11 | Hashemiyah        | 19 | Naser    |
| 4 | Al-Sareeh         | 12 | Hawar             | 20 | Rowdah   |
| 5 | Barha             | 13 | Huwwarah          | 21 | Sal Area |
| 6 | Beit Ras          | 14 | Kitim             | 22 | Nu'aimah |
| 7 | Bushra (Iordania) | 15 | Kufr Jayez        | 23 | Nuzha    |
| 8 | Edun              | 16 | Manarah ( hatim ) |    |          |

Orașe și sate

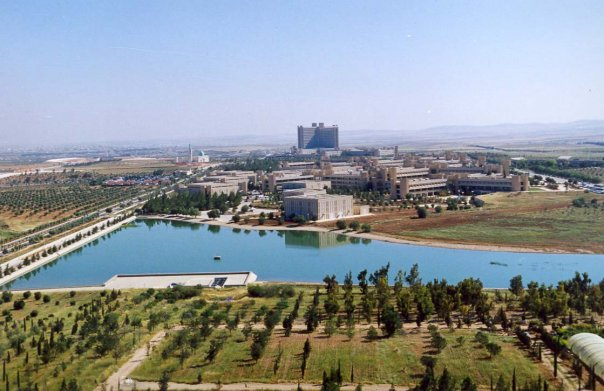
Jordan University of Science and Technology campus

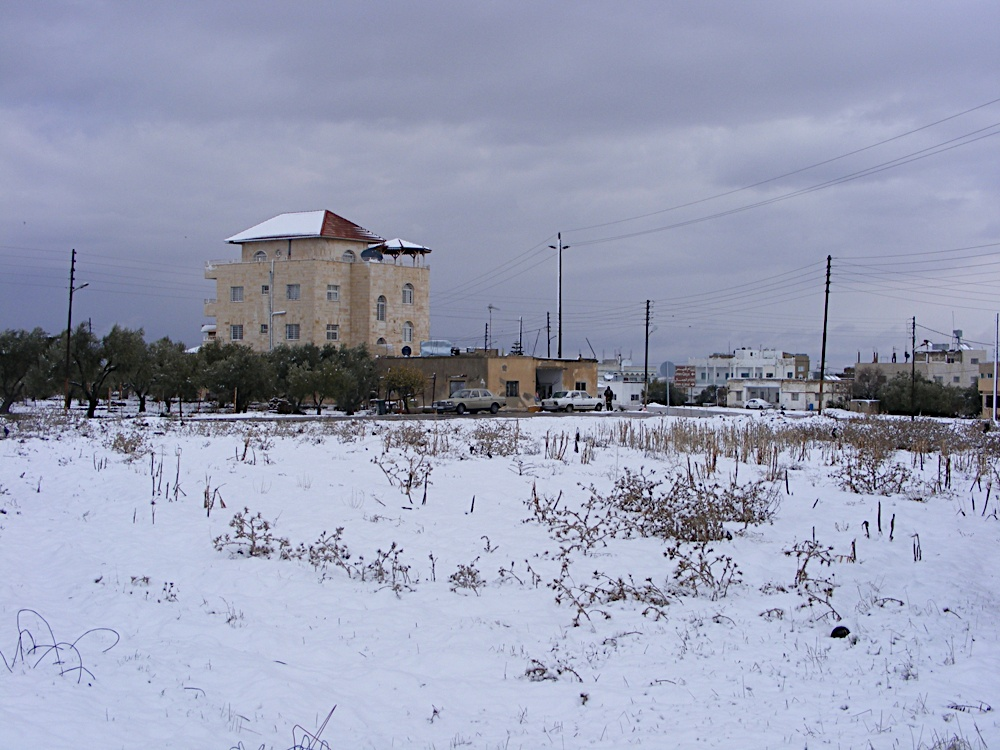
Districtul Huwwarah

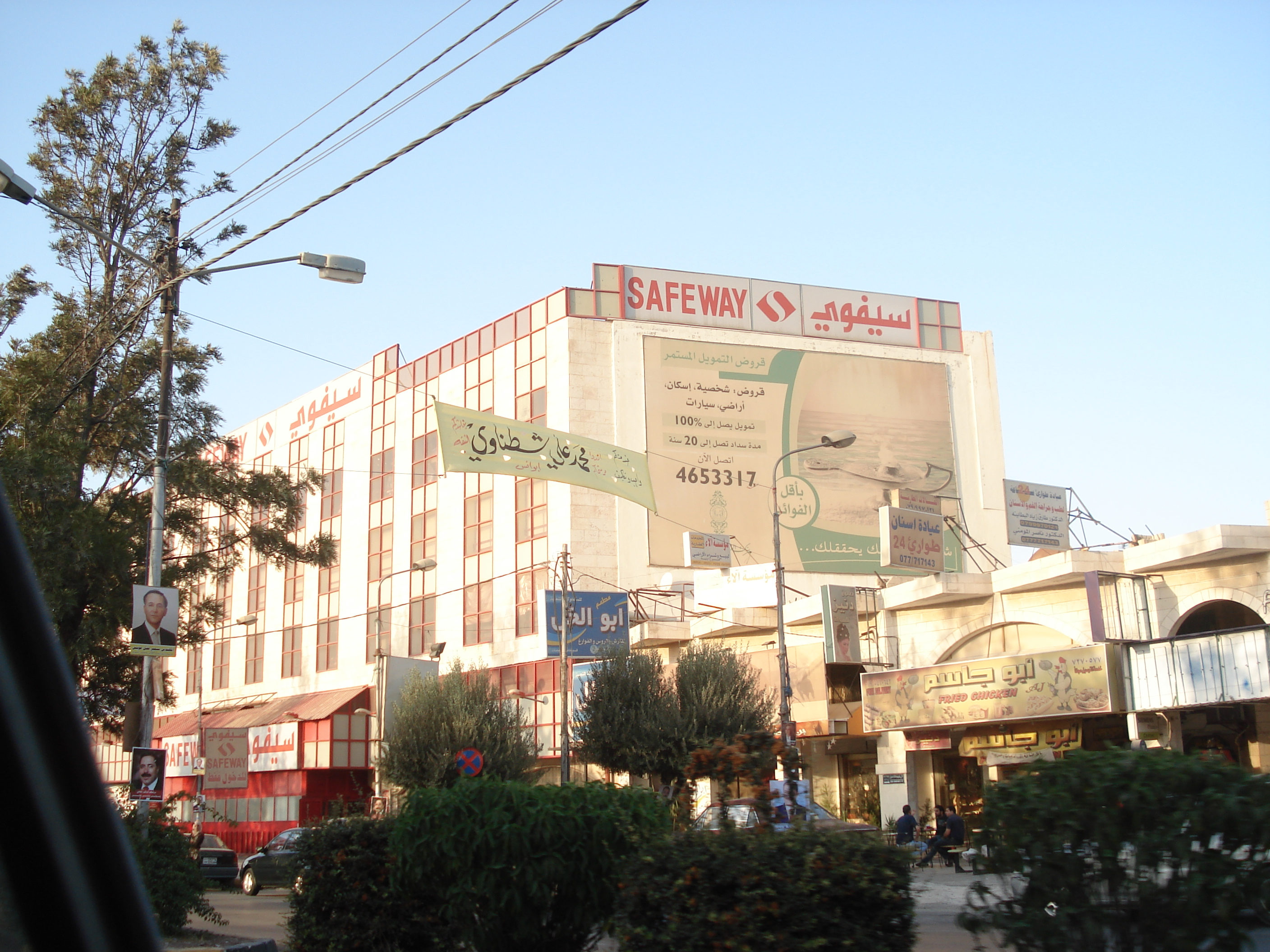
The Safeway shopping center in Irbid

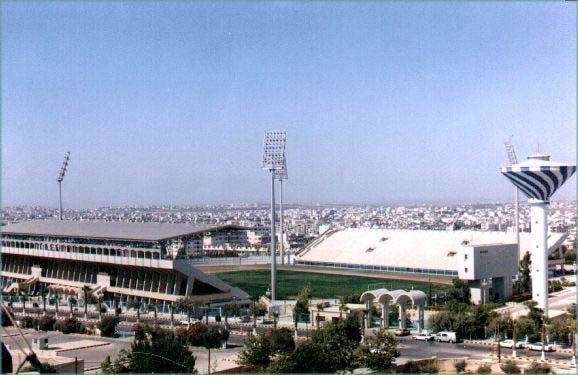
Prince Hassan Youth City.

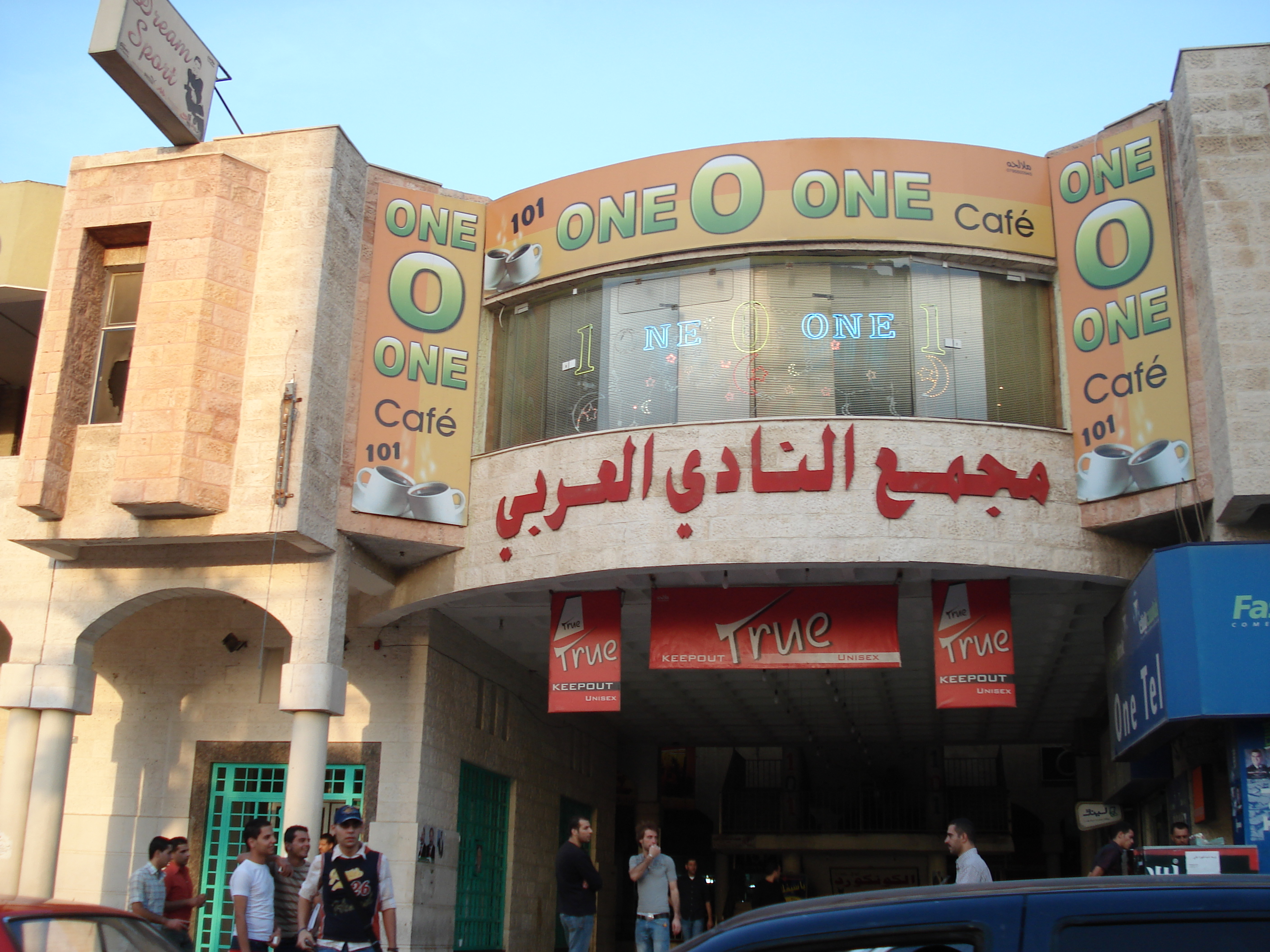
Al-Arabi Sports Club in Irbid

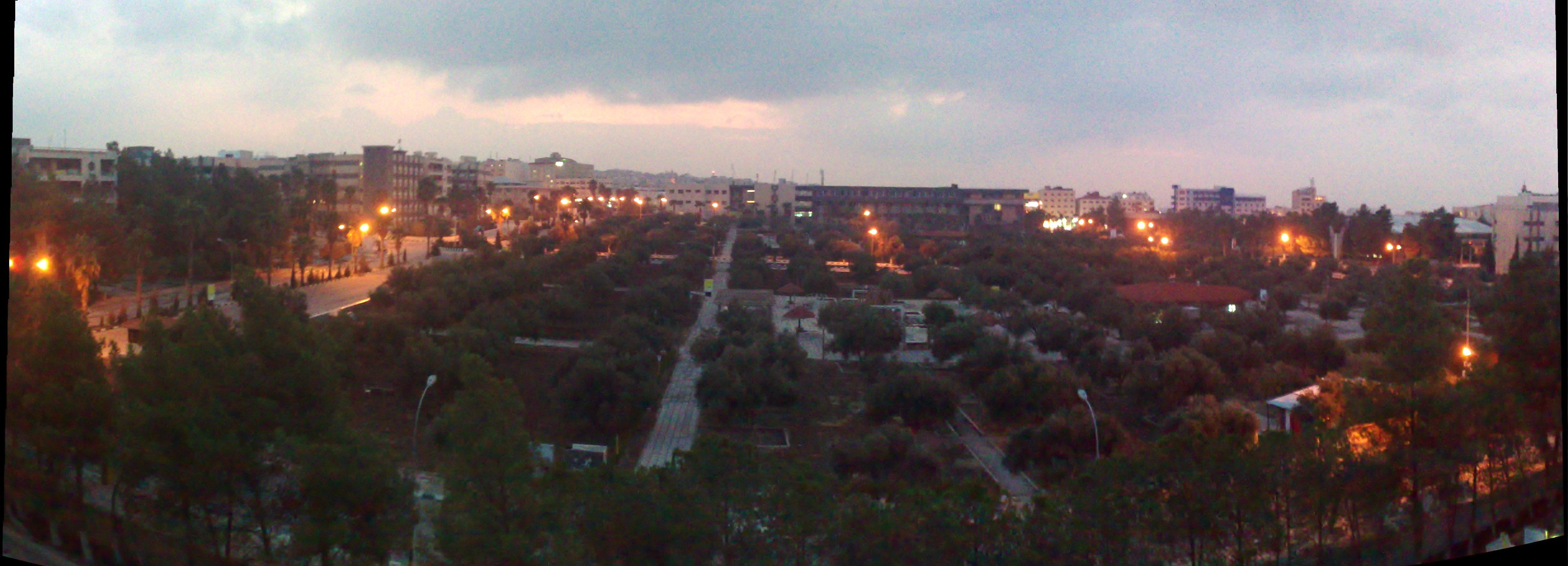
Yarmouk University

Multe sate înconjoară orașul Irbid, inclusiv:
- Birqish-Kufr Rakeb (برقش - كفر راكب)
- Irbid
- Aṭ-Ṭaībah (الطيبة)
- Natfeh (ناطفه)
- Habaka (حبكا)
- Kufr-Rahta (كفررحتا)
- Al-Mazar Al-Shamali (المزار الشمالي)
- Hareema (حريما)
- Al'aal (علعال)
- Kufr Asad (كفرأسد)
- Kufr Aan (كفرعان)
- Jumha (جمحة)
- Kufryuba (كفر يوبا)
- Zahar (زحر)
- Qum (قمّ)
- Sammou' (سمّوع)
- Izmal (زمال)
- Kufrelma (كفر الماء)
- Sawm (سوم)
- Saydoor (صيدور)
- Kufr Soom (كفر سوم)
- Sama al-Rousan (سما الروسان)
- Ibser Abu Ali
- Assarieh (الصريح)
- Aidoon (ايدون)
- Al Husn (الحصن)
- Baleela (بليلة)
- Beit Ras (بيت راس)
- Dowgarah (دوقرة)
- En-Nu`aymeh (النعيمة)
- Habaka (حبكا)
- Houfa Al-Westiyyah
- Qumaim (قميم)
- Bushra (Jordan) (بشرى)
- Huwwarah (حوارة)
- Imrawah
- Al Ramtha (الرمثا)
- Sal (سال)
- Samad (صمد)
- Al Shajara (الشجرة)
- Al Turrah (الطرة)
- Fou'ara (فوعرة)
- Zoubia ( زوبيا)
- Jdaita (جديتا)
- Rehaba (رحابا)
- Kufor Alma (كفرالماء )
- Kharja (خرجا)
- Dair Yousef (دير يوسف)
- Dair Abos'eed (دير أبو سعيد)
- Kufor Kefia
- Summer (سمر)
- E'nbeh (عنبة)
- Bayt Yafa (بيت يافا)
- Dair Esse'neh (دير السعنة)
- Mandah
- Maru (Irbid) (مرو)
- Zabda (زبدة)
- Bait Idis (بيت ايدس)
- Makhraba (مخربا)
- Al-Murajjam
- Al Mughayer (المغير)

## Spitale

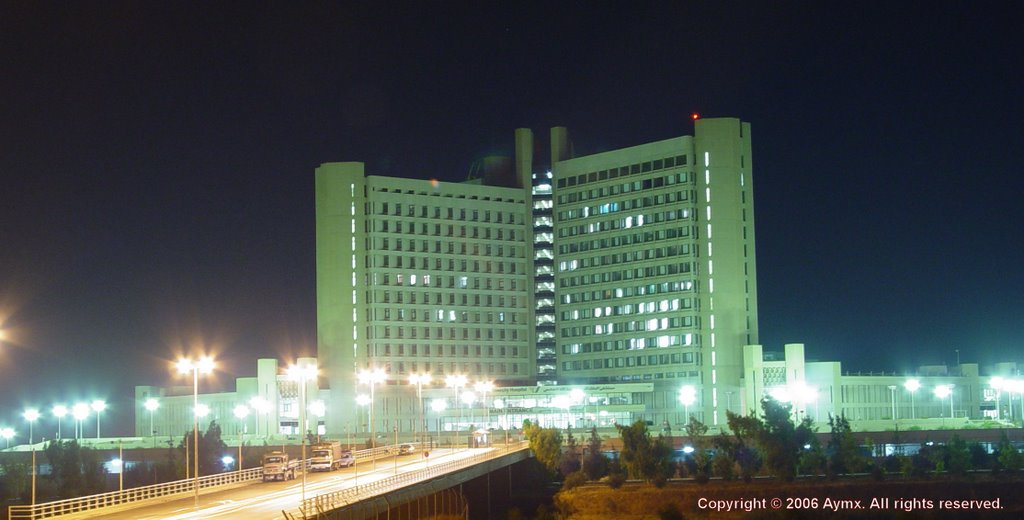
Spitalul Universitar King Abdullah din Irbid, spitalul Universității de Știință și Tehnologie din Iordania.

Aceasta este o listă a spitalelor din Irbid.
- Spitalul Abu Obaida
- Spitalul Al-Najah
- Spitalul Al-Qawasmi
- Spitalul Al-Ramtha
- Spitalul Al-Yarmouk
- Spitalul Ibn-Alnafees
- Spitalul Islamic Irbid
- Spitalul de Specialitate Irbid
- Spitalul Universitar King Abdullah
- Spitalul Muaath Bin Jabal
- Spitalul Printesa Badeea
- Spitalul Printesa Basma
- Spitalul Printesa Rahma
- SpitalulPrintesa Raya
- Spitalul Rahbat Al-Wardieh
- Spitalul Romano-Catolic

## Educație
În 2007, existau 70.000 de studenți înregistrați în cele 10 universități, colegii și institute comunitare din Irbid, dintre care 8.000 erau studenți internaționali din 47 de țări. Această concentrație ridicată de instituții de învățământ superior a jucat un rol-cheie în sculptarea unei identități unice a orașului. Cele mai mari universități din Irbid sunt: 
- Universitatea Yarmouk[8]
- Universitatea de Știință și Tehnologie din Iordania[9]
- Universitatea Națională Irbid[10]
- Al-Balqa` Applied University (Irbid campus)[11]
- Universitatea Jadara[12]

Școli private din Irbid (sortate după ordine alfabetică):
- Adventist School
- Al-Arabiya Model School
- Al-Manara Schools       [P]
- Al-Nahda Private School [P]
- Alwatany center
- American University School of the Middle East [13]
- Dar Al Uloum Schools    [P]
- Greek Catholic School
- Irbid International Schools
- Irbid Model School      [P]
- Islamic School [P] (Al-Madares Al-Islamiya)
- Jeel Al Jadeed School
- Jordan National Schools[P]
- Khawla Bint Alazwar [P]
- Rosary Sisters School - Irbid|Rosary Sisters School
- Shoa'a Alammel School [P]
- Yarmouk University Model School[P]